# Nadir Afonso
Pour les articles homonymes, voir Afonso.
 (août 2010).
Si vous disposez d'ouvrages ou d'articles de référence ou si vous connaissez des sites web de qualité traitant du thème abordé ici, merci de compléter l'article en donnant les références utiles à sa vérifiabilité et en les liant à la section « Notes et références ».
Nadir Afonso Rodrigues est un artiste peintre, architecte et théoricien de l'art portugais né à Chaves le 4 décembre 1920 au Portugal et mort le 11 décembre 2013 à Cascais.
Son œuvre, largement critiquée et commentée, a suscité la plus importante bibliographie consacrée à un artiste contemporain portugais.

## Biographie
Après avoir été diplômé en architecture à l'École des beaux-arts de Porto, il vient étudier à l'École des beaux-arts de Paris en 1946.
Il est le collaborateur de Le Corbusier sur le projet de la Cité radieuse de Marseille de 1946 à 1951. De 1952 à 1954 il devient l'assistant d'Oscar Niemeyer au Brésil. De retour à Paris il se rapproche des artistes cinétiques présentés par la galerie Denise René : Herbin, Vasarely, Mortensen. Il expose au Salon des réalités nouvelles en 1958. En 1965 convaincu de son inadaptation sociale, Nadir Afonso renonce à l'architecture pour se consacrer à sa peinture et à sa création.
Il expose régulièrement en galeries (galerie Denise René à Paris) et musées depuis 1949, à Lisbonne, Porto, au Portugal, à Paris en France depuis 1956, au Brésil (Biennale de Sao Paulo) en 1969. On trouve ses œuvres dans les musées de Lisbonne, Porto), Amarante, Rio de Janeiro, Sao Paulo, Budapest, Paris (Centre Pompidou), Warzburg, et Berlin entre autres.

## Œuvre
Tant comme théoricien de sa propre esthétique géométrique, que comme artiste Nadir Afonso soutient que l'art pictural est purement objectif et réglé par des lois qui le conduisent non pas par une mise en action de l'imagination mais par une observation, une perception et une manipulation des formes. Il affirme que l'essence de l'art est dans la géométrie. Son travail le plus fameux est la série des Cités dans lequel il dépeint des lieux, des villes, d'une manière à la fois géométrique et abstraite mais aussi observé (Rue de Rennes, Madrid, New York, Oviedo, Séville…).
Il lie ainsi ses deux passions l'architecture et la peinture tentant de faire selon ses mots de la peinture : "L'art  est une présentation de l'exactitude". L'évolution de son travail peut paraître comme épuration des formes et des lignes d'une thématique urbaine observée par les sens. Au début de sa carrière il peint avec une pâte presque épaisse des paysages urbains sensibles à la peinture à l'huile pour finalement tracer des courbes, des cercles et des droites épurées à la gouache ou le fond blanc transparait.
C'est à l'architecte Alvaro Siza que Nadir Afonso confie la construction de son Musée dans sa ville natale.

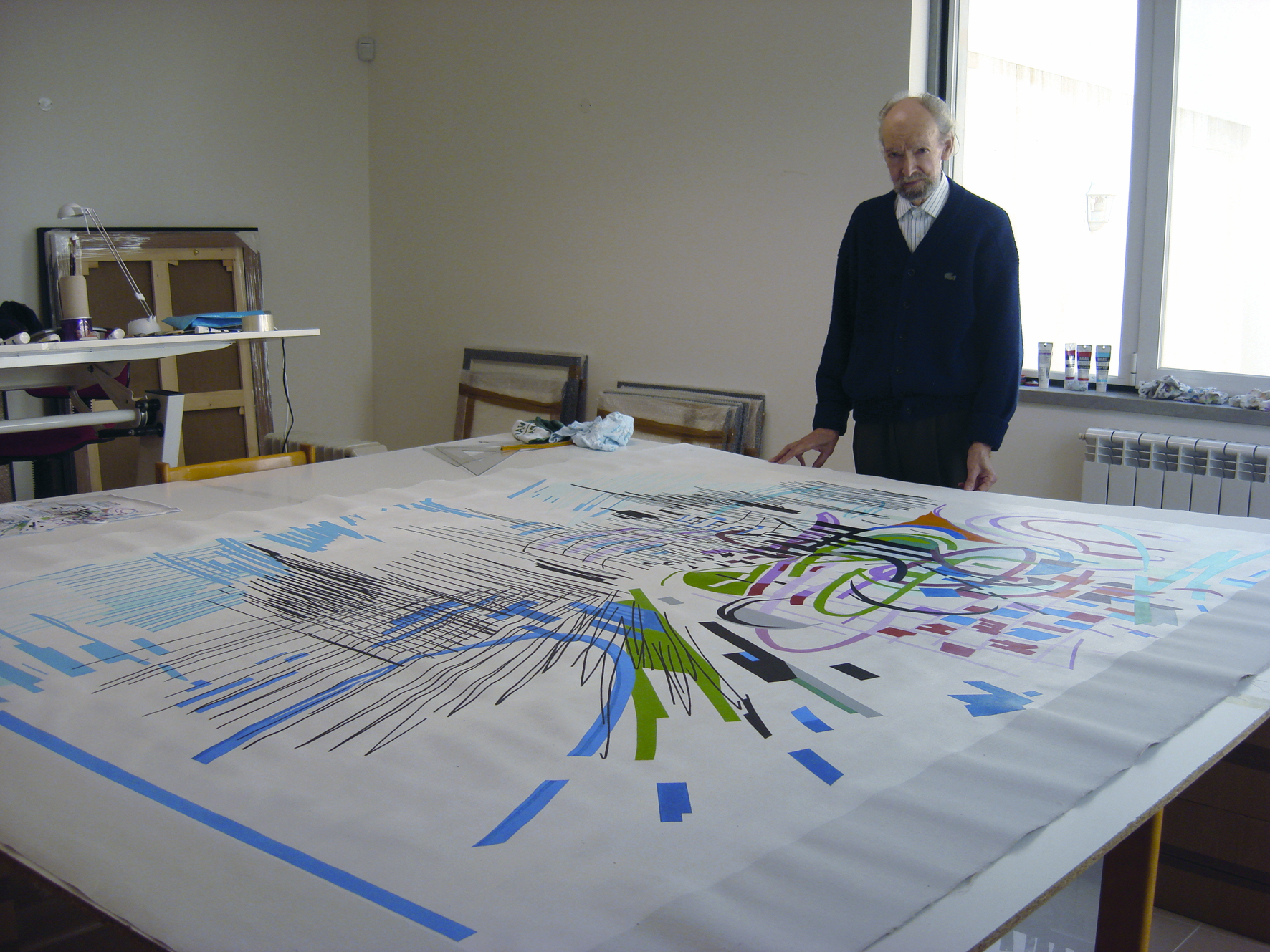

## Distinctions
- Grand officier de l'ordre de Sant'Iago de l'Épée

## Écrits théoriques
Nadir Afonso est l'auteur de textes esthétiques en français et en portugais :
- La Sensibilité plastique, Paris, 1958, Cat.
- Les Mécanismes de la création artistique, Neuchâtel, Griffon, 1970  (ISBN 978-2-7116-9137-1)
- Les Sens de l'art, Lisbonne, 1983
- O Sentido de arte, Lisbonne, 1999  (ISBN 9789722410540)
- Universo y pensamiento, Lisbonne, 2000
- Van Gogh, Lisbonne, 2002  (ISBN 9789729402814)
- Erradas crenças e falsadas criticas, Lisbonne, 2005   (ISBN 9789729402999)
- Nadir Face a Face com Einstein, Chaves Ferreira Publicações, Lisbonne, 2008  (ISBN 9789728987114)